# مغنولية نصيلية
ماغنوليا نصيلية (الاسم العلمي: Magnolia rostrata) هي نوع من النباتات تتبع جنس الماغنوليا من الفصيلة الماغنولية.